# Condado de Duval (Texas)
O Condado de Duval é um dos 254 condados do Estado americano do Texas. A sede do condado é San Diego, e sua maior cidade é San Diego.
O condado possui uma área de 4 651 km² (dos quais 8 km² estão cobertos por água), uma população de 13 120 habitantes, e uma densidade populacional de 3 hab/km² (segundo o censo nacional de 2000).
O condado foi criado em 1858.